# Мучник, Марио
Марио Мучник (исп. Mario Muchnik; 21 июня 1931, Буэнос-Айрес или Рамос-Мехия, Буэнос-Айрес — 27 марта 2022, Мадрид) — аргентинский писатель, издатель, фотограф.

## Биография
В 1953 г. окончил факультет физики в Колумбийском университете и защитил докторскую диссертацию в Риме 1957.
В 1966 г. он оставил физику, чтобы примкнуть к издательскому миру.
В 1968 г. начал работать в издательстве Robert Laffont в Париже, а в 1973 вместе с отцом основал собственное издательство в Барселоне (сейчас оно называется El Aleph).
Марио Мучник считался уважаемым издателем, который всегда ставил культурную ценность выше экономической прибыли и относился к изданию книг как к искусству. После потери собственного издательства Марио Мучник работал на издательства Planeta (директором Seix Barral) и Anaya, со временем основав свою компанию Del Taller de Mario Muchnik, в которой трудится единственный сотрудник — он сам (все этапы издания он делает на своём компьютере). Издавал в том числе русскую классическую литературу.
Известен как автор черно-белых фотопортретов многих известных писателей и деятелей культуры из разных стран.